# Bureta
Bureta (aragonesisch: Bureta) ist ein spanischer Ort und eine Gemeinde (municipio) mit 208 Einwohnern (Stand: 2024) im Nordwesten der Provinz Saragossa der Autonomen Region Aragonien.

## Lage
Bureta liegt knapp 70 km (Fahrtstrecke) westnordwestlich der Provinzhauptstadt Saragossa in einer Höhe von etwa 410 m am Río Huecha. 
Das Klima ist gemäßigt bis warm; Regen (ca. 485 mm/Jahr) fällt übers Jahr verteilt.

## Bevölkerungsentwicklung
| Jahr      | 1970 | 1981 | 1991 | 2001 | 2011 | 2021 |
| Einwohner | 468  | 400  | 342  | 317  | 272  | 206  |

## Sehenswürdigkeiten
- Kreuzkirche (Iglesia de Santa Cruz) aus dem 17. Jahrhundert
- Palast der Grafen von Bureta

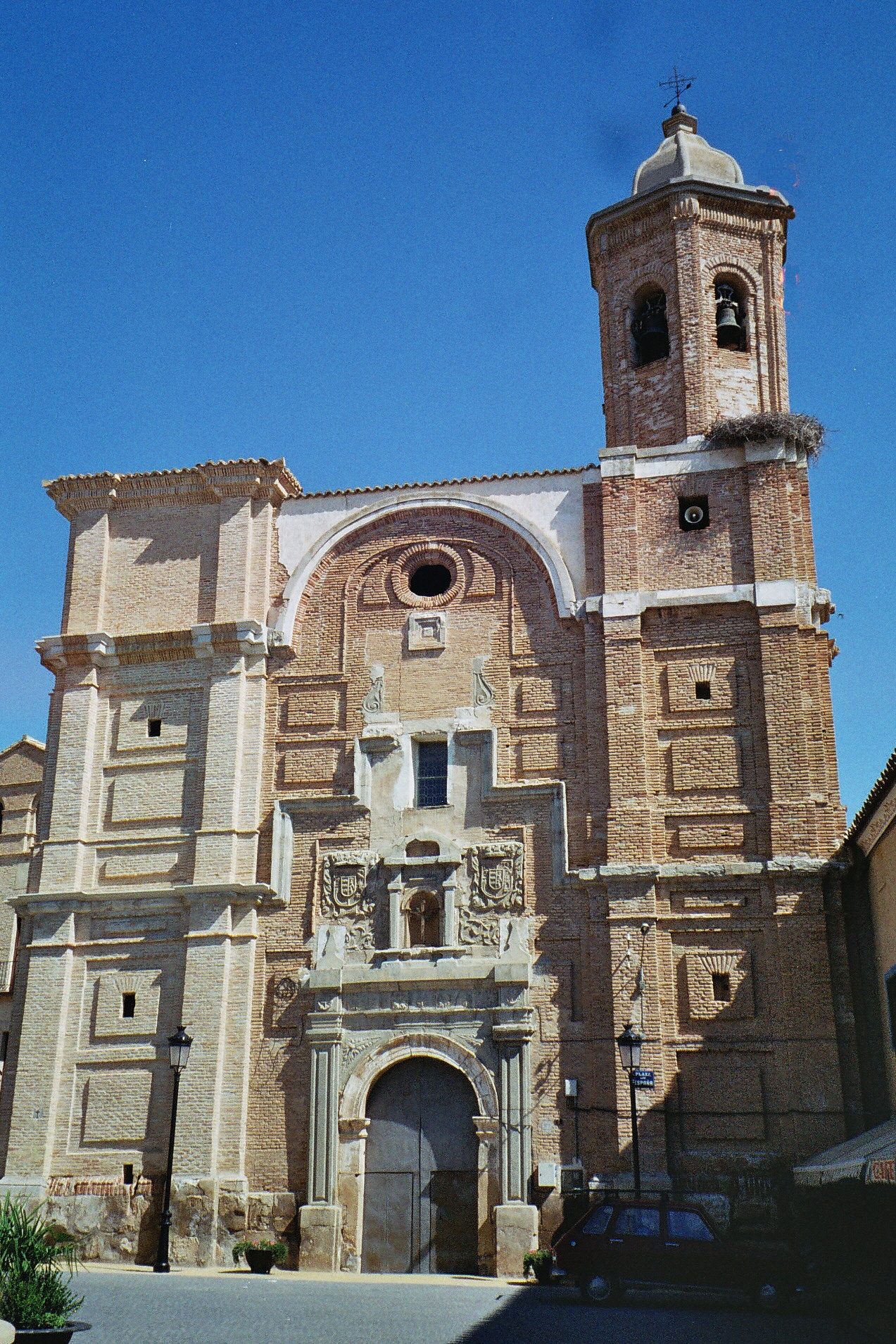
Kreuzkirche